# N-Acétyl-p-benzoquinone imine
La N-acétyl-p-benzoquinone imine (NAPQI) est un sous-produit toxique issu de la métabolisation du paracétamol (acétaminophène), un antalgique couramment prescrit. Il est normalement produit en petite quantité et est par conséquent détoxiqué dans le foie, mais il peut, dans certaines conditions — typiquement à la suite d'une consommation excessive de paracétamol — être insuffisamment détoxiqué et provoquer des atteintes sévères du foie. Celles-ci se manifestent trois à quatre jours après l'ingestion et peuvent être fatales à la suite d'une insuffisance hépatique aiguë plusieurs jours après l'overdose.

## Métabolisme
Chez l'adulte, la voie métabolique principale du paracétamol dans l'organisme est la glucurono-conjugaison. Elle a pour effet de produire un métabolite relativement peu toxique qui est excrété dans la bile avant de passer dans le reste du corps. Une fraction de ce médicament est cependant métabolisée en NAPQI par le cytochrome P450 — plus précisément les cytochromes CYP3A4 et CYP2E1 — qui est extrêmement toxique pour le foie et est par ailleurs un oxydant biochimique fort.
Lorsqu'un excès de paracétamol est ingéré, la voie métabolique de glucurono-conjugaison est saturée et le surplus de médicament est traité par les cytochromes P450, produisant de grandes quantités de NAPQI. Celui-ci a pour effet d'épuiser les réserves de glutathion du foie par conjugaison avec le NAPQI.
Le mécanisme à l'origine de la toxicité du NAPQI est mal compris, mais on pense qu'il fait intervenir la réaction entre le NAPQI non conjugué et certaines protéines déterminantes, ainsi qu'une sensibilité accrue au stress oxydant provoquée par l'épuisement du glutathion.

## Toxicité et antidote

N-Acétylcystéine, antidote du NAPQI.

Le pronostic d'une overdose de paracétamol reste bon si le traitement est commencé moins de huit heures après la prise. L'antidote privilégié dans ce cas est la N-acétylcystéine. Elle peut être administrée en grande quantité sans effets secondaires. À défaut, la méthionine peut également être utilisée comme antidote du NAPQI. La N-acétylcystéine stimule la production de glutathion dans le foie, permettant au NAPQI d'être métabolisé sans toxicité. Cependant, si l'antidote n'a pas été administré suffisamment tôt, la toxicité du NAPQI peut provoquer des lésions irréversibles du foie, qui ne commenceront à se manifester que 16 à 36 heures après l'overdose,.

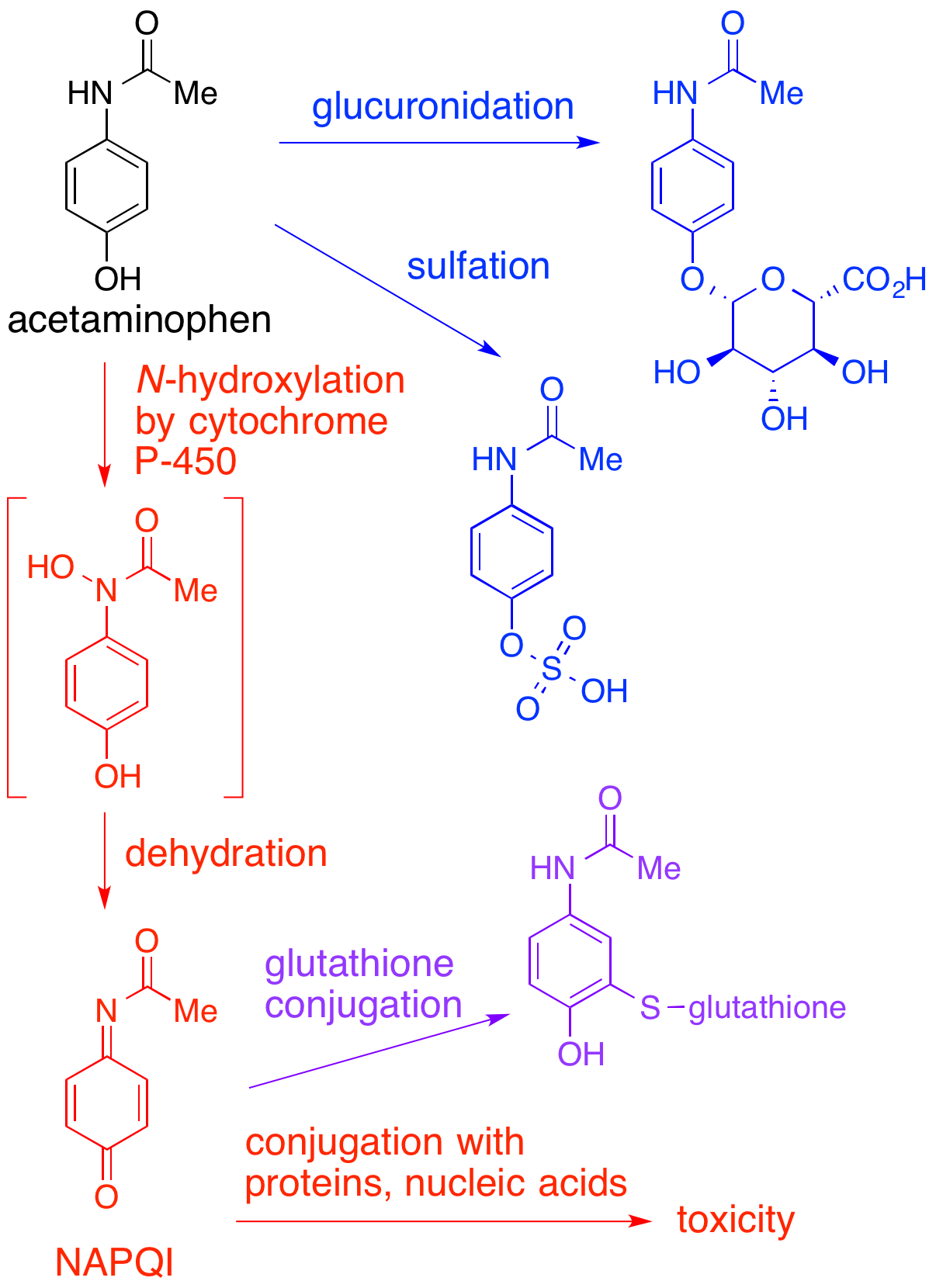
(en) Mécanisme proposé de la toxicité du paracétamol via le NAPQI.